# Trolleybus Winterthur
Der Trolleybus Winterthur ist das Trolleybus-System der schweizerischen Stadt Winterthur. Die Gesellschaft Stadtbus Winterthur betreibt – neben diversen Autobusverbindungen – fünf Linien elektrisch. Alle sind Durchmesserlinien und treffen sich am Bahnhof Winterthur, der von Stadtbus Winterthur als Hauptbahnhof bezeichnet wird.

## Linien
| Linie | Strecke                              | Haltestellen    | Fahrzeit        | Taktfolge HVZ | Auslauf HVZ | Bemerkungen                                    |
| ----- | ------------------------------------ | --------------- | --------------- | ------------- | ----------- | ---------------------------------------------- |
| 1     | Töss – Hauptbahnhof – Oberwinterthur | 23 Haltestellen | 32 / 21 Minuten | 7,5 Minuten   | 8 Kurse     | Doppelgelenkbusse – 1 Kurs extra nur Abend-HVZ |
| 2     | Wülflingen – Hauptbahnhof – Seen     | 25 Haltestellen | 32 / 28 Minuten | 7,5 Minuten   | 9 Kurse     | 1 Kurs extra nur Abend-HVZ                     |
| 22    | Schloss – Hauptbahnhof – Waldegg     | 14 Haltestellen | 19 / 19 Minuten | 7,5 Minuten   | 6 Kurse     | Verdichtung der Linie 2 zur HVZ                |
| 3     | Rosenberg – Hauptbahnhof – Oberseen  | 26 Haltestellen | 34 / 28 Minuten | 7,5 Minuten   | 9 Kurse     | 1 Kurs extra nur Abend-HVZ                     |
| 5     | Dättnau – HB – Technorama            | 26 Haltestellen | 46 / 47 Minuten | 15 Minuten    | 7 Kurse     | IMC-Trolleybuslinie                            |

Während des Umbaus des Winterthurer Bahnhofplatzes vom 4. Juli 2012 bis zum 28. Juni 2013 verkehrten die aus Richtung Oberwinterthur kommenden Kurse der Linie 1 ab Hauptbahnhof als Linie 2 weiter nach Wülflingen, während die aus Richtung Seen kommenden Kurse der Linie 2 in der Technikumstrasse hielten und weiter als Linie 1 nach Töss verkehrten.

## Geschichte
Der Trolleybus ersetzte zwischen 1938 und 1951 schrittweise die Strassenbahn Winterthur, die von den Verkehrsbetrieben Winterthur (VW) betrieben wurde. Nach dem Trolleybusbetrieb in Lausanne war er der zweite neuzeitliche Trolleybusbetrieb der Schweiz. Die einzelnen Streckenabschnitte gingen folgendermassen in Betrieb:
| Datum             | Strecke (Länge)                                  | Linie   | Änderung           |
| ----------------- | ------------------------------------------------ | ------- | ------------------ |
| 28. Dezember 1938 | Hauptbahnhof – Wülflingen Lindenplatz (3,1 km)   | Linie 2 | Strassenbahnersatz |
| 24. Juli 1941     | Hauptbahnhof – Seen (4,2 km)                     | Linie 2 | Strassenbahnersatz |
| 26. April 1948    | Hauptbahnhof – Rosenberg                         | Linie 3 | Autobusersatz      |
| 6. Oktober 1951   | Hauptbahnhof – Oberwinterthur Bahnhof (2,9 km)   | Linie 1 | Strassenbahnersatz |
| 3. November 1951  | Hauptbahnhof – Zentrum Töss (1,8 km)             | Linie 1 | Strassenbahnersatz |
| 4. Dezember 1960  | Wülflingen Lindenplatz – Wülflingen Härti        | Linie 2 | Neuerschliessung   |
| 4. Dezember 1960  | Hauptbahnhof – Breite – Hauptbahnhof             | Linie 3 | Autobusersatz      |
| 2. Juni 1965      | Zentrum Töss – Töss Rieter                       | Linie 1 | Neuerschliessung   |
| 16. August 1982   | Oberwinterthur Bahnhof – Oberwinterthur Wallrüti | Linie 1 | Neuerschliessung   |
| 26. Oktober 1991  | Hauptbahnhof – Oberseen                          | Linie 6 | Autobusersatz      |
| 6. April 2011     | Friedhof / Schachenweg – Rosenberg               | Linie 3 | Neuerschliessung   |
| 15. Dezember 2024 | Rosenau – Töss                                   | Linie 5 | Neuerschliessung   |
| 15. Dezember 2024 | Hauptbahnhof, Zürcherstrasse – Hauptpost         | Linie 5 | Lückenschliessung  |
| 15. Dezember 2024 | Eishalle – Ohrbühl                               | Linie 5 | Neuerschliessung   |

Mit dem Fahrplanwechsel vom 23. Mai 1982 wurde die Rosenberglinie (Linie 3) von der Breitelinie (neu Linie 4) getrennt. Diese Ringlinie 4 wurde am 28. Mai 1995 mit dem Bau der neuen Storchenbrücke wieder auf Dieselbusbetrieb umgestellt, die letzten Fahrleitungsreste dieser Strecke verschwanden Ende Januar 2010. Die Linien 3 und 6 wurden im Dezember 2006 zur heutigen Linie 3 verknüpft. Die Verstärkerlinie 2E wurde zum Fahrplanwechsel im Dezember 2014 eingeführt.
Mit dem Fahrplanwechsel vom 11. Dezember 2022 wurde die Linie 1 von Gelenk- auf Doppelgelenkbusbetrieb umgestellt. Der Takt zur Hauptverkehrszeit (HVZ) wurde deshalb von 6 auf 7,5 Minuten ausgedünnt.
Zum Fahrplanwechsel vom 15. Dezember 2024 wurde die Linie 2E in 22 umbenannt, zur vollwertigen Linie mit einem Takt von 7,5 Minuten ausgebaut und mit der neu erstellten Wendeschlaufe im Schloss in Betrieb genommen. In diesem Zuge hat man auch bei der Linie 2 den Takt zur Hauptverkehrszeit (HVZ) von 6 auf 7,5 Minuten ausgedünnt. Zeitgleich wurde die Linie 5 auf IMC-Trolleybus-Betrieb umgestellt.

## Fahrzeuge

### Ehemalige
| Nummern | Stück | Hersteller                      | Elektrik        | Typ           | Art                                                                 | Baujahre |
| ------- | ----- | ------------------------------- | --------------- | ------------- | ------------------------------------------------------------------- | -------- |
| 11–14   | 04    | Saurer                          | SAAS            |               | Solowagen                                                           | 1938     |
| 15–19   | 05    | Saurer                          | SAAS            |               | Solowagen                                                           | 1941     |
| 20–25   | 06    | FBW / Saurer                    | SAAS            |               | Solowagen                                                           | 1948     |
| 30–34   | 05    | FBW / FFA                       | MFO             |               | Solowagen                                                           | 1952     |
| 161     | 01    | Moser / Ramseier + Jenzer       | keine           |               | Anhänger                                                            | 1953     |
| 101–105 | 05    | FBW / SWS                       | MFO             | GTr51         | Gelenkwagen                                                         | 1958     |
| 50–57   | 08    | Saurer                          | SAAS            | 4IILM         | Solowagen                                                           | 1960     |
| 106–119 | 14    | Berna / SWP / Ramseier + Jenzer | SAAS            | 4 GTP         | Gelenkwagen                                                         | 1965–66  |
| 120     | 01    | Volvo / Hess                    | BBC / Strömberg |               | Gelenkwagen, Prototyp                                               | 1974     |
| 121     | 01    | Saurer / Hess                   | Strömberg       |               | Gelenkwagen, Prototyp, VST-Einheitslackierung, Spitzname Mandarinli | 1978     |
| 122–131 | 10    | Saurer / Frech-Hoch             | Strömberg       | GT 560/640-25 | Gelenkwagen                                                         | 1982–83  |
| 141–161 | 21    | Daimler-Benz                    | ABB             | O 405 GTZ     | Gelenkwagen                                                         | 1988–92  |
| 171–180 | 10    | Solaris                         | Cegelec         | Trollino 18   | Gelenkwagen                                                         | 2004–05  |

Beim Prototyp 120 wurde eine neue elektrische Ausrüstung mit Chopper-Steuerung von Strömberg verbaut, um Kosten zu sparen, wurde aber ein gebrauchter BBC-Fahrmotor aus einem ausgemusterten Solo-Trolleybus wiederverwendet.
Wagen 147 war mit einer Enteisereinrichtung ausgestattet und diente als Arbeitswagen. Ehemalige Winterthurer Trolleybusse wurden an die Städte Burgas und Russe in Bulgarien sowie Baia Mare und Timișoara in Rumänien abgegeben. Zum Teil sind sie dort noch im Einsatz.

### Heutige
Dem Trolleybus Winterthur stehen heute zusammen 44 Wagen zur Verfügung. Obwohl zur morgendlichen Hauptverkehrszeit nur 39 beziehungsweise zur abendlichen 42 Fahrzeuge gleichzeitig benötigt werden, kommt es auf den Trolleybuslinien 2 und 3 sowie auf der Verstärkerlinie 22 beinahe täglich zum Mischbetrieb mit Dieselbussen. Am 28. September 2023 gab Stadtbus Winterthur bekannt, dass sie per Jahresende 2024 weitere 6 Batterietrolleybusse des Typs lighTram 19 DC und per Jahresende 2025 nochmals deren 4 beschaffen werden. Am 30. September 2024 wurde eine Medienmitteilung zum Fahrplanwechsel per 15. Dezember 2024 veröffentlicht, in welcher die Anzahl der 2025 gelieferten Fahrzeuge auf sechs Stück angehoben wurde.
Bei der Medienpräsentation der neuen Fahrzeuge (Nummern 134–139) für die Linie 5 am 26. November 2024 verkündete Stadtbus Winterthur, dass sie ein 7. Fahrzeug für die Linie 5 bestellt hätten. Das 7. Fahrzeug mit der Nummer 140 soll auch mit einer Fahrschulausrüstung bestückt werden können.
Im Zuge der Medienmitteilung zur erteilten Baubewilligung für die Elektrifizierung der Linie 7 vom 14. Juli 2025 veröffentlichte Stadtbus Winterthur eine Informationen zu den Änderungen der Jahre 2026 und 2027. Mit der Fertigstellung der Leonie-Moser-Brücke (Querung Grüze) wird die Linie 7 ab Fahrplanwechsel im Dezember 2026 über diese verkehren. Den dadurch entstehenden Ausfall der Linie 7 zwischen Grüzenstrasse und Ohrbühl, wird die Linie 5 kompensieren, die ab Dezember 2026 im 10-Minuten-Takt verkehren wird. Für die Umstellung der Linie 7 wurden für 2026 nochmals 12 lighTram 19 DC bestellt, deren Lieferung sich jedoch vermutlich bis 2027 ziehen wird.
Alle Winterthurer Trolleybusse sind niederflurige Gelenk- oder Doppelgelenkwagen:
| Hersteller               | Typ                       | Nummern | total     | heute |    |
| Gelenktrolleybusse       |                           |         |           |       |    |
| Hess/Kiepe               | BGT-N1C «Swisstrolley 3»  | 101–121 | 2010–2011 | 24    | 24 |
| Hess/Kiepe               | BGT-N1C «Swisstrolley 3»  | 122–123 | 2012      | 24    | 24 |
| Hess/Kiepe               | BGT-N1C «Swisstrolley 3»  | 124     | 2014      | 24    | 24 |
| Hess/ABB                 | BGT-N1D «lighTram 19 DC»  | 131–133 | 2022      | 27    | 9  |
| Hess/ABB                 | BGT-N1D «lighTram 19 DC»  | 134–139 | 2024      | 27    | 9  |
| Hess/ABB                 | BGT-N1D «lighTram 19 DC»  | 140–145 | 2025      | 27    | 9  |
| Hess/ABB                 | BGT-N1D «lighTram 19 DC»  | 146–157 | 2026–2027 | 27    | 9  |
| Doppelgelenktrolleybusse |                           |         |           |       |    |
| Hess/ABB                 | BGGT-N2D «lighTram 25 DC» | 401–411 | 2022      | 11    | 11 |

## Galerie

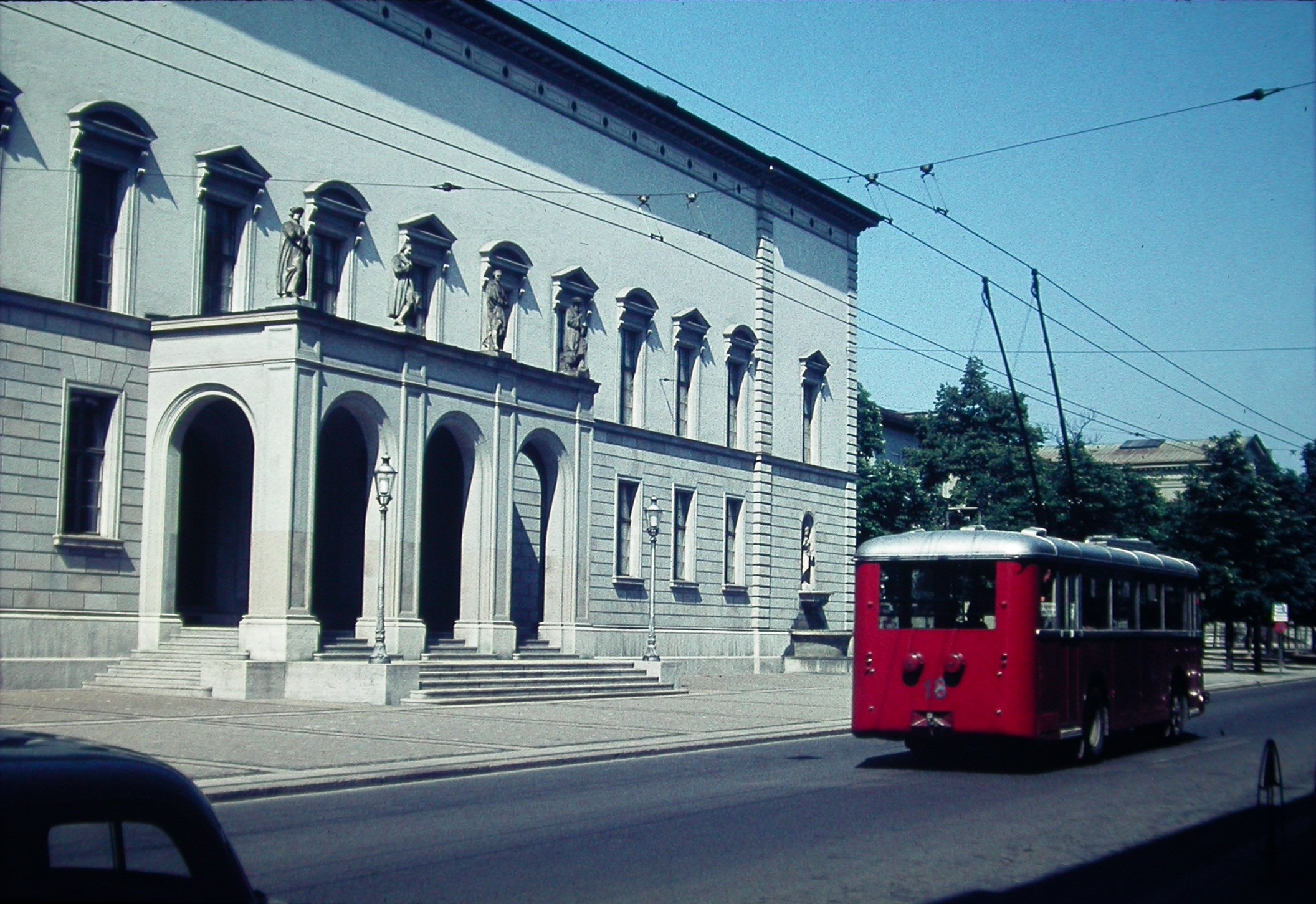
Der Trolleybus Nr. 18 von 1941 im Jahr 1959 in der Stadthausstrasse
Trolleybus Nr. 25 von 1948
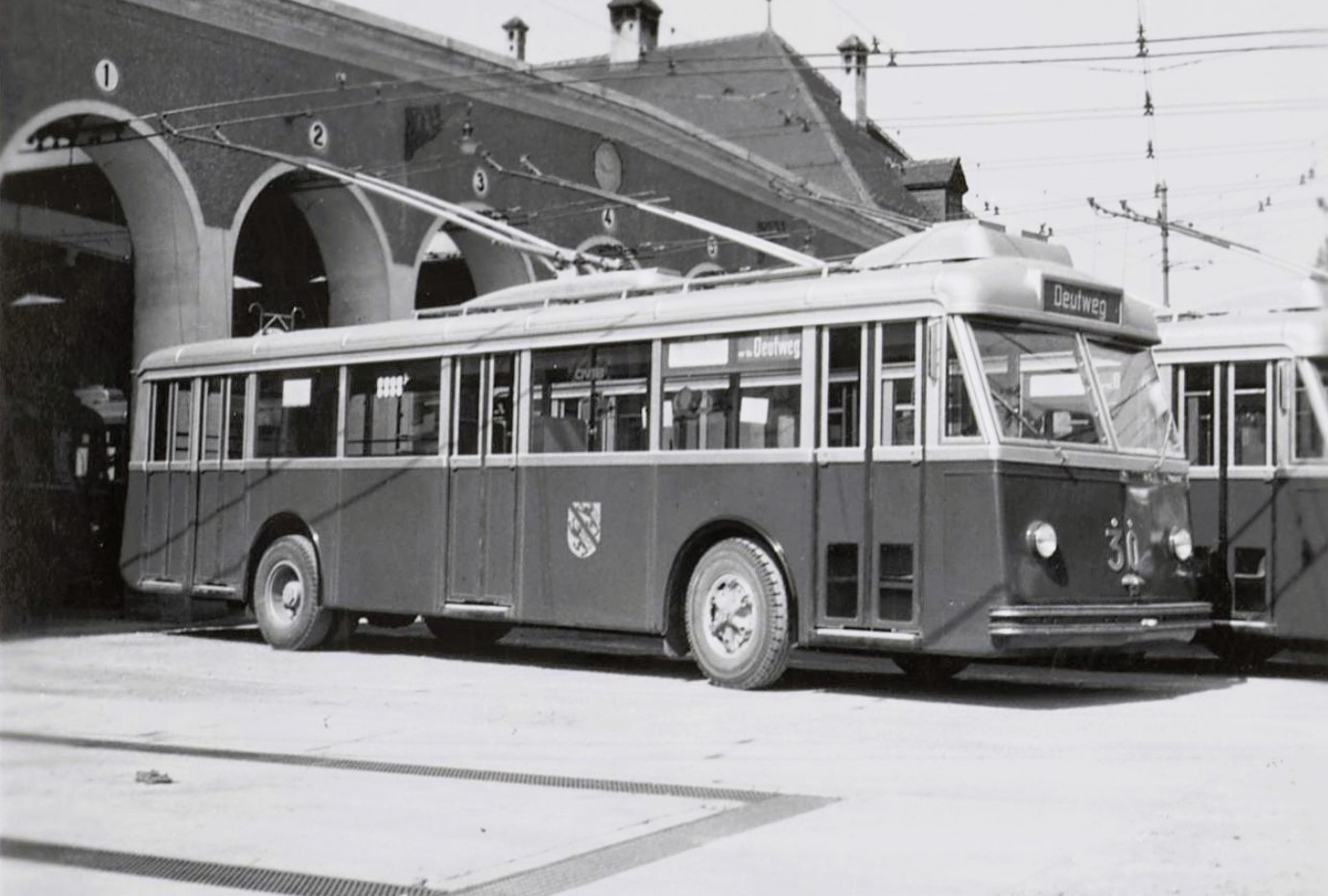
Trolleybus Nr. 30 von 1954
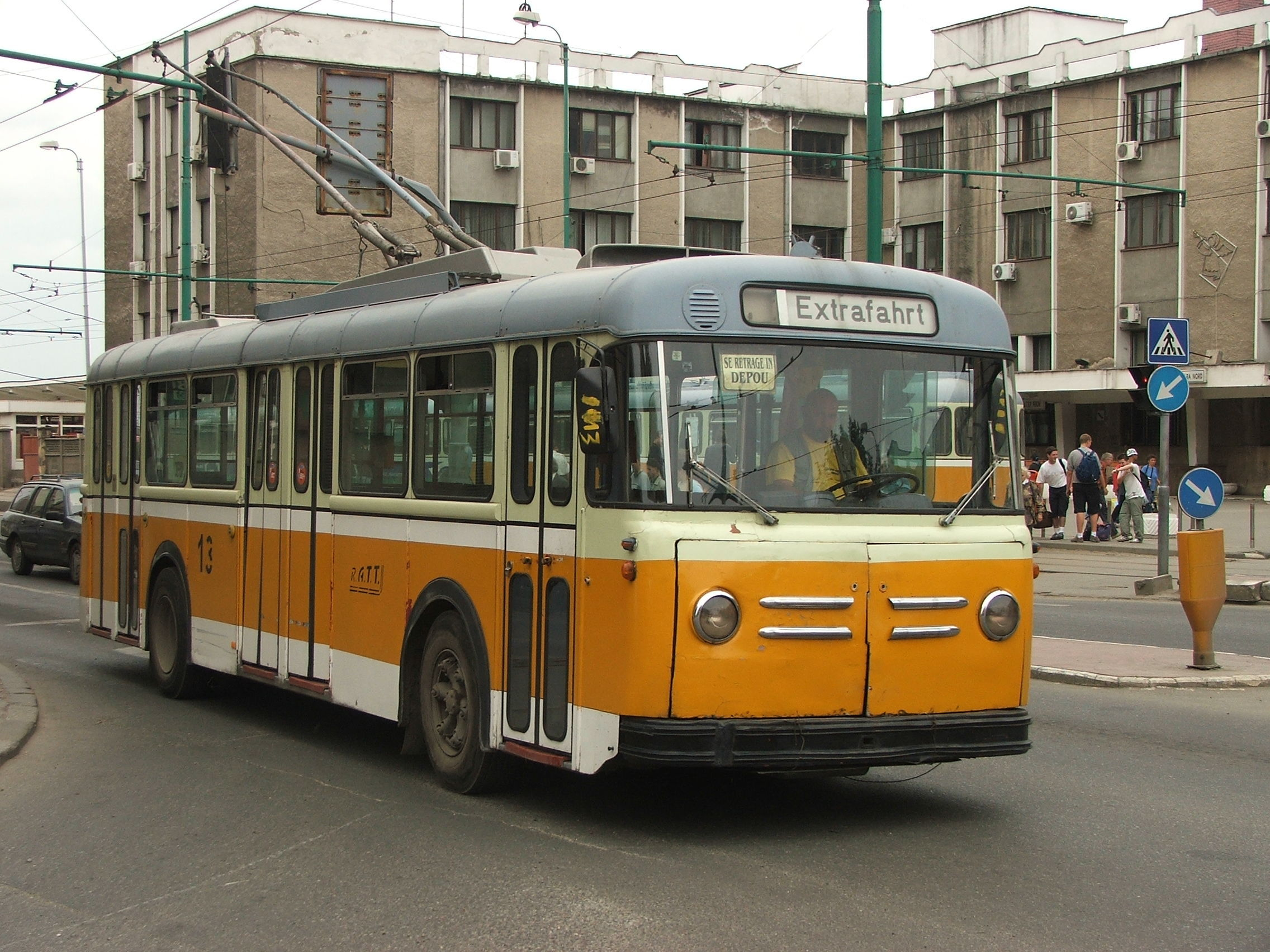
Der ehemalige Saurer-Trolleybus 56 von 1960, hier 2005 als Nummer 13 beim Oberleitungsbus Timișoara
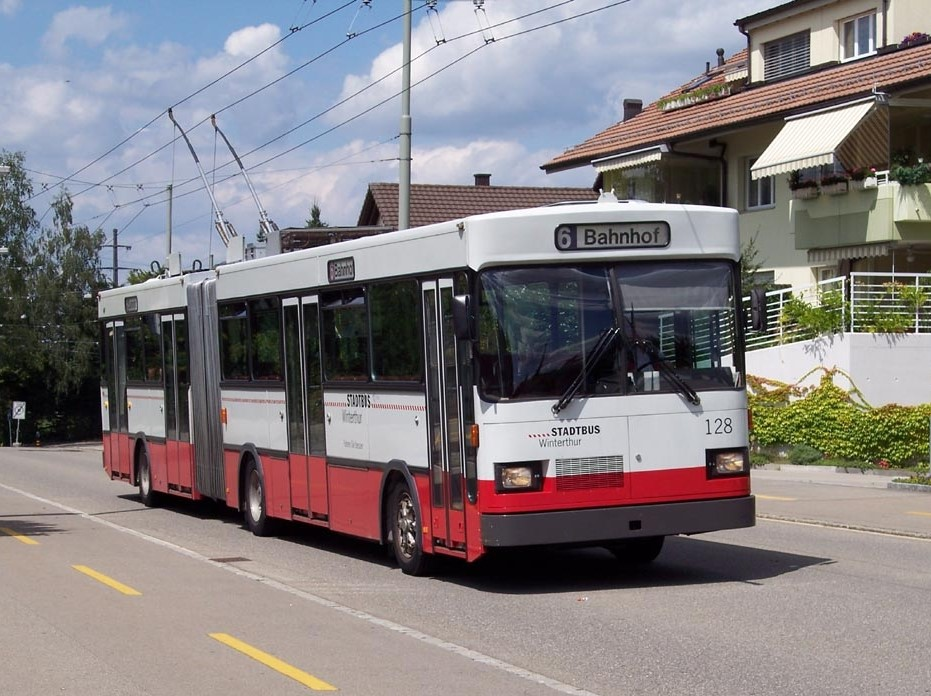
Mittlerweile ausgemusterter Saurer-Gelenkwagen 128 von 1982, aufgenommen 2005 in Oberseen
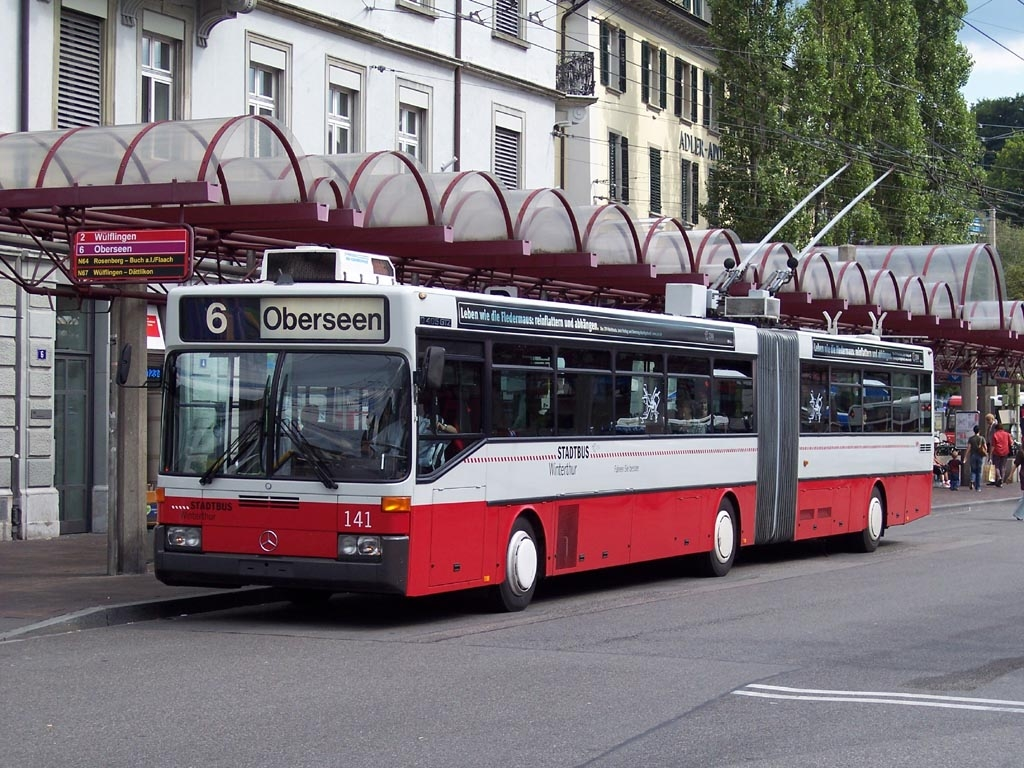
Ein Mercedes-Benz O 405 GTZ am Bahnhof
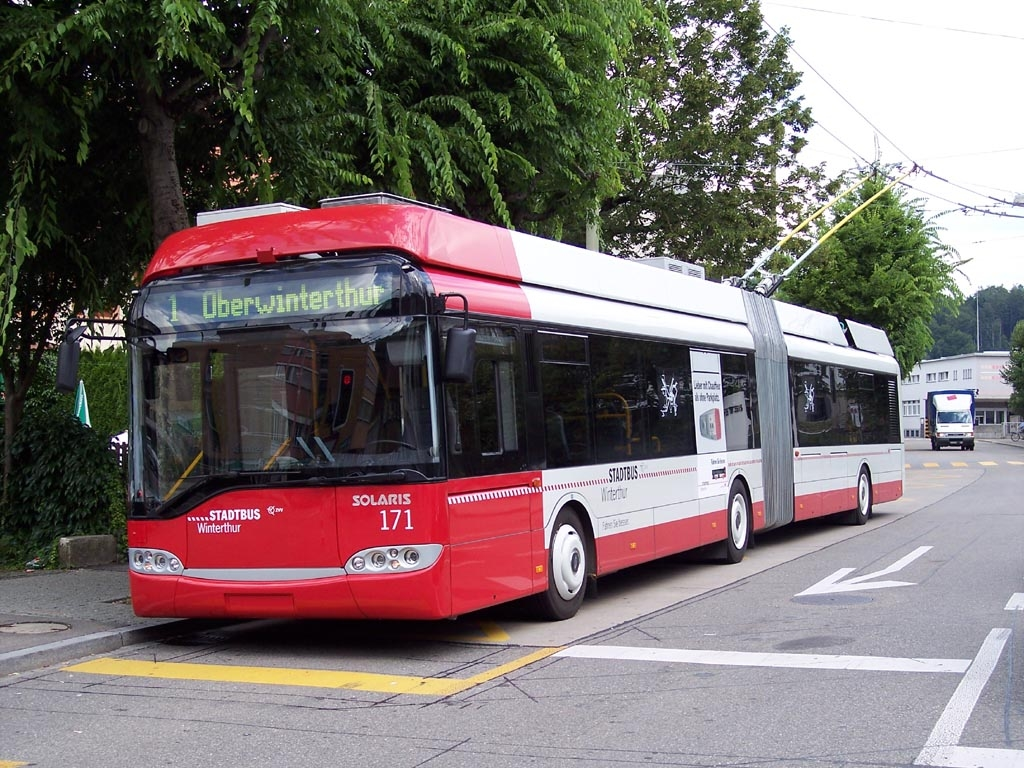
Ein Solaris Trollino 18 in Töss
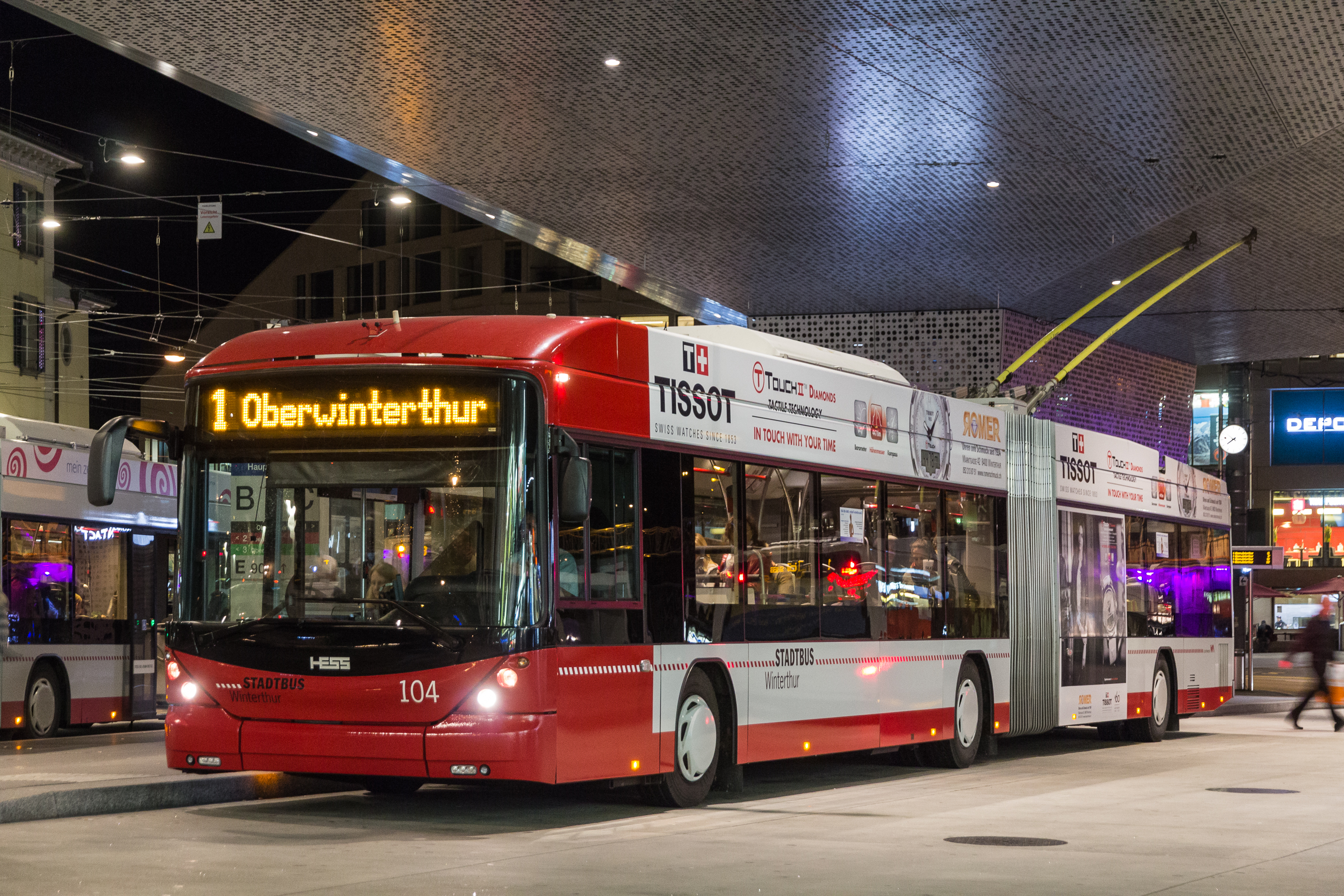
Ein Hess Swisstrolley am Hauptbahnhof
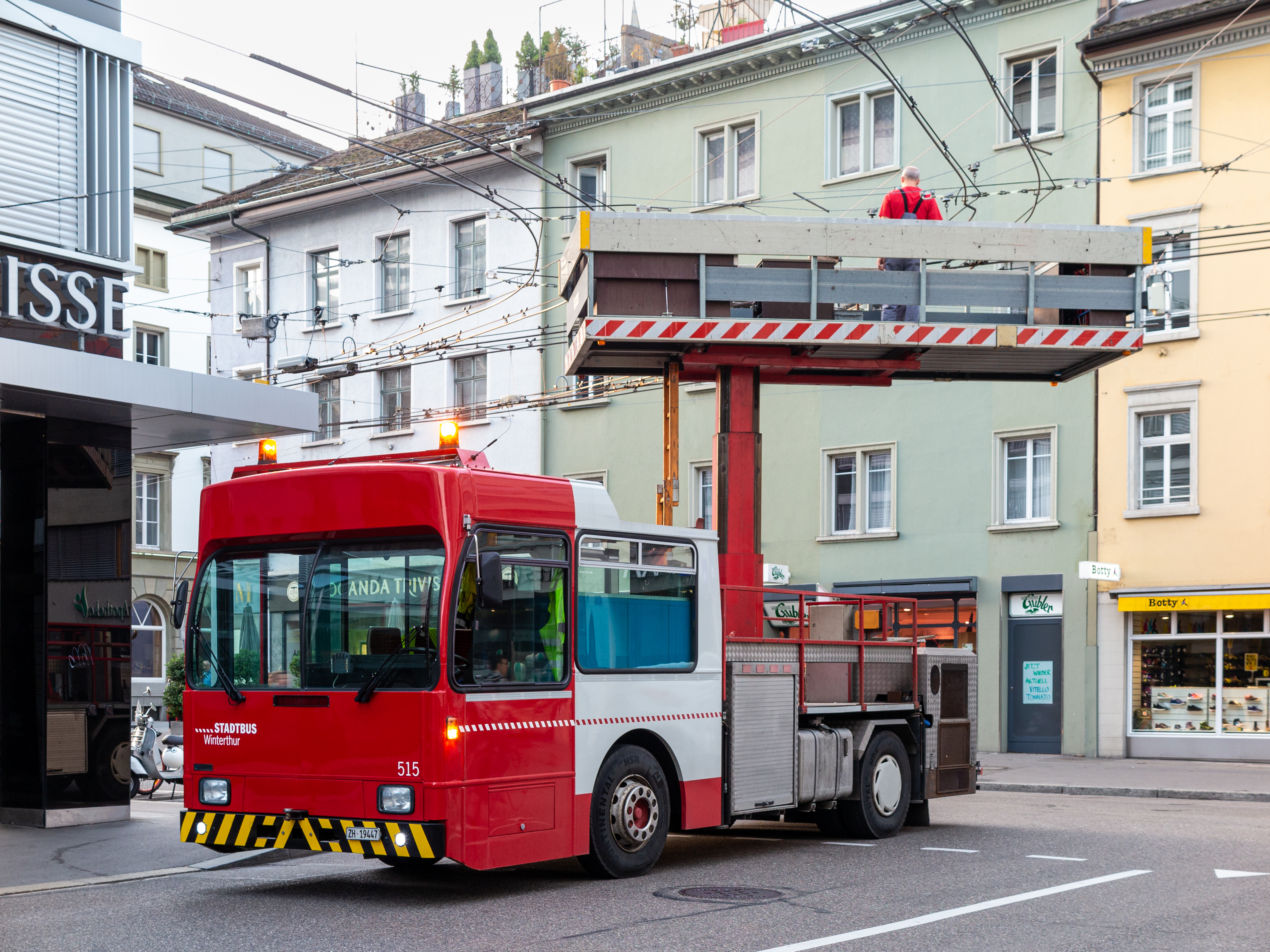
Turmwagen bei morgendlichen Instandhaltungsarbeiten